# Liviu Ciobotariu
Liviu Ciobotariu (ur. 26 marca 1971 w Ghimpaţi) – rumuński piłkarz grający na pozycji środkowego obrońcy.

## Kariera klubowa
Piłkarską karierę Ciobotariu rozpoczął w klubie Progresul Bukareszt. W pierwszej drużynie zaczął występować w sezonie 1989/1990 i wtedy też awansował z nią z trzeciej ligi do drugiej. Następnie latem 1990 na pół roku wypożyczono go do Pandurii Târgu Jiu, ale już w 1991 roku powrócił do drugogligowego już Progresulu. W 1992 roku wywalczył z nim awans do pierwszej ligi, a na tym szczeblu rozgrywek zadebiutował 16 sierpnia w zremisowanym 2:2 spotkaniu z Farulem Constanța. W sezonie 1992/1993 pomógł mu w utrzymaniu w lidze, a w sezonie 1995/1996 wywalczył z nim (Progresul grał już pod nazwą Național Bukareszt) wicemistrzostwo Rumunii. W sezonie 1996/1997 zadebiutował w europejskich pucharach, a konkretnie w Pucharze UEFA. Drugi raz z rzędu został wicemistrzem kraju, a także dotarł do finału Pucharu Rumunii, w którym Național musiał uznać wyższość rywala z Bukaresztu, zespołu Steauy (2:4). W sezonie 1997/1998 wystąpił w Pucharze Zdobywców Pucharów, ale już w jego trakcie odszedł do Dinama Bukareszt. Tam występował przez dwa lata w pierwszym składzie. W 1999 roku został wicemistrzem kraju, a grając przez pół sezonu 1999/2000, przyczynił się do wywalczenia mistrzostwa Rumunii.
Na początku 2000 roku Ciobotariu wyjechał do Belgii, by grać w tamtejszym Standardzie Liège. Zapłacono wówczas za niego 1,5 miliona dolarów. W Standardzie do końca sezonu miał pewne miejsce w składzie i zajął 5. pozycję w Eerste Klasse. Natomiast sezon 2000/2001 zakończył na 3. miejscu w tabeli. Doznał jednak ciężkiej kontuzji i w sezonie 2001/2002 ani razu nie pojawił się na boisku i rozwiązał kontrakt ze Standardem. Przeszedł wówczas do RAEC Mons, gdzie grał przez półtora sezonu. Na początku 2004 roku został piłkarzem Royal Antwerp FC, ale spadł z nim do drugiej ligi belgijskiej. Po sezonie wrócił do Dinama, ale po rozegraniu 8 spotkań ligowych zdecydował się zakończyć piłkarską karierę.
| Sezon   | Klub                | Kraj    | Rozgrywki     | Mecze | Bramki |
| ------- | ------------------- | ------- | ------------- | ----- | ------ |
| 1989/90 | Progresul Bukareszt | Rumunia | Divizia C     | ?     | ?      |
| 1990/91 | Pandurii Târgu Jiu  | Rumunia | Divizia B     | ?     | ?      |
| 1990/91 | Progresul Bukareszt | Rumunia | Divizia B     | ?     | ?      |
| 1991/92 | Progresul Bukareszt | Rumunia | Divizia B     | ?     | ?      |
| 1992/93 | Progresul Bukareszt | Rumunia | Divizia A     | 30    | 1      |
| 1993/94 | Progresul Bukareszt | Rumunia | Divizia A     | 29    | 3      |
| 1994/95 | Național Bukareszt  | Rumunia | Divizia A     | 32    | 2      |
| 1995/96 | Național Bukareszt  | Rumunia | Divizia A     | 27    | 6      |
| 1996/97 | Național Bukareszt  | Rumunia | Divizia A     | 31    | 4      |
| 1997/98 | Național Bukareszt  | Rumunia | Divizia A     | 24    | 3      |
| 1997/98 | FC Dinamo Bukareszt | Rumunia | Divizia A     | 8     | 1      |
| 1998/99 | FC Dinamo Bukareszt | Rumunia | Divizia A     | 30    | 3      |
| 1999/00 | FC Dinamo Bukareszt | Rumunia | Divizia A     | 9     | 0      |
| 1999/00 | Standard Liège      | Belgia  | Eerste Klasse | 20    | 0      |
| 2000/01 | Standard Liège      | Belgia  | Eerste Klasse | 22    | 1      |
| 2001/02 | Standard Liège      | Belgia  | Eerste Klasse | 0     | 0      |
| 2002/03 | RAEC Mons           | Belgia  | Eerste Klasse | 30    | 1      |
| 2003/04 | RAEC Mons           | Belgia  | Eerste Klasse | 16    | 0      |
| 2003/04 | Royal Antwerp FC    | Belgia  | Eerste Klasse | 14    | 0      |
| 2004/05 | FC Dinamo Bukareszt | Rumunia | Divizia A     | 8     | 0      |

## Kariera reprezentacyjna
W reprezentacji Rumunii Ciobotariu zadebiutował 20 sierpnia 1997 roku w wygranym 4:2 meczu z Macedonią. W 1998 roku był w kadrze Rumunii na Mistrzostwach Świata we Francji, gdzie był podstawowym zawodnikiem i zagrał we wszystkich czterech meczach swojej drużyny: z Kolumbią (1:0), z Anglią (2:1), z Tunezją (1:1) oraz w 1/8 finału z Chorwacją (0:1). Natomiast w 2000 roku na Euro 2000 zaliczył dwa mecze: z Niemcami (1:1) i w ćwierćfinale z Włochami (0:2). Karierę reprezentacyjną zakończył w 2001 roku. W kadrze narodowej zagrał 32 razy i zdobył 3 bramki.